# Jamaal Charles
Jamaal RaShaad Jones Charles (Port Arthur, 27 dicembre 1986) è un ex giocatore di football americano statunitense che ha militato nel ruolo di running back nella National Football League (NFL).
Fu scelto dai Kansas City Chiefs nel corso del terzo giro del Draft NFL 2008. Al college ha giocato a football a Texas.
Il primo anno di Charles coi Chiefs lo vide in campo raramente in quanto riserva dell'halfback Larry Johnson: Charles corse solo 67 volte per 357 yard. La stagione della svolta venne l'anno successivo. Nella stagione 2009, Charles corse 190 volte per 1.120 yard, malgrado avesse iniziato solo 10 gare da titolare dopo che il running back Larry Johnson fu sospeso. Poco dopo, Johnson fu svincolato, lasciando Charles come halfback titolare di Kansas City. L'anno successivo fu convocato per il primo di quattro Pro Bowl in carriera.

## Carriera universitaria
Dal 2005 al 2007, Charles giocò all'università con i Texas Longhorns, disputando tre stagioni di alto profilo e venendo giudicato da alcuni analisti come uno dei running più veloci del circuito all'alba della sua terza ed ultima stagione. Jamaal decise di lasciare il college con un anno di anticipo per iniziare la carriera da professionista.
Riconoscimenti vinti
- Freshman All-Big 12 per Sporting News (2005)
- Freshman All-American per Sporting News (2005)
- Formazione ideale All-Big 12 (2007)

## Carriera professionistica

### Kansas City Chiefs

#### Stagione 2008
I Kansas City Chiefs scelsero Charles al terzo giro del Draft 2008 con la 73ª scelta assoluta. Charles disse che aveva immaginato di essere stato scelto all'inizio del secondo giro ma disse di non aver rimpianti per aver lasciato l'università in anticipo. Charles era atteso ad essere il terzo running back della squadra dietro Larry Johnson e Kolby Smith.
Nella prima gara da professionista in carriera per Charles, egli corse per 28 yard su 5 portate contro i New England Patriots. Inoltre ricevette 2 passaggi per 6 yard. I Chiefs persero la partita 17–10. Nella settimana 9, con Larry Johnson fuori dai giochi, Charles corse 106 yard su 18 possessi contro i Tampa Bay Buccaneers. Nella settimana 16, Charles toccò quota 102 yard ricevute su 3 ricezioni contro i Miami Dolphins.
La sua prima stagione da professionista si chiuse con 357 yard corse e 272 yard ricevute ma ciò che impressionò nella sua stagione da rookie furono le sue 5,3 yard a portata.

#### Stagione 2009
Durante la settimana 9 della stagione NFL 2009, Larry Johnson fu svincolato e Charles fu promosso a primo running in coabitazione con Kolby Smith. Nei pochi minuti a disposizione, Charles accumulò 36 yard in soli sei possessi. Durante la settimana, Charles corse per 103 yard su 18 portate compreso un touchdown dopo una corsa da 44 yard, il primo TD su corsa dei Chiefs della stagione. Nella settimana 11, contro i Pittsburgh Steelers, Charles ritornò il kickoff di apertuna per 97 yard in un touchdown. Alla fine corse per altre 58 yard e ricevette due palloni con un touchdown. I Chiefs vinsero 27–24 ai supplementari. Charles fu nominato miglior giocatore degli special team dell'AFC della settimana. Nella settimana 14, contro i Buffalo Bills, Charles corse per un touchdown da 76 yard, una delle corse più lunghe della storia della franchigia. Nell'ultima gara della stagione, in trasferta contro i Denver Broncos, Charles corse per 259 yards su 25 possessi, segnando 2 touchdown e stabilendo il record di franchigia per il maggior numero di yard corse in una partita. I Chiefs vinsero 44–24. Charles divenne inoltre l'unico giocatore della storia della NFL a correre più di 1.100 yard in meno di 200 portate. Inoltre divenne il primo running back nella storia della lega a registrare una media di 6,1 yard portata, correre 1000 yard e ricevere 40 palloni.

#### Stagione 2010

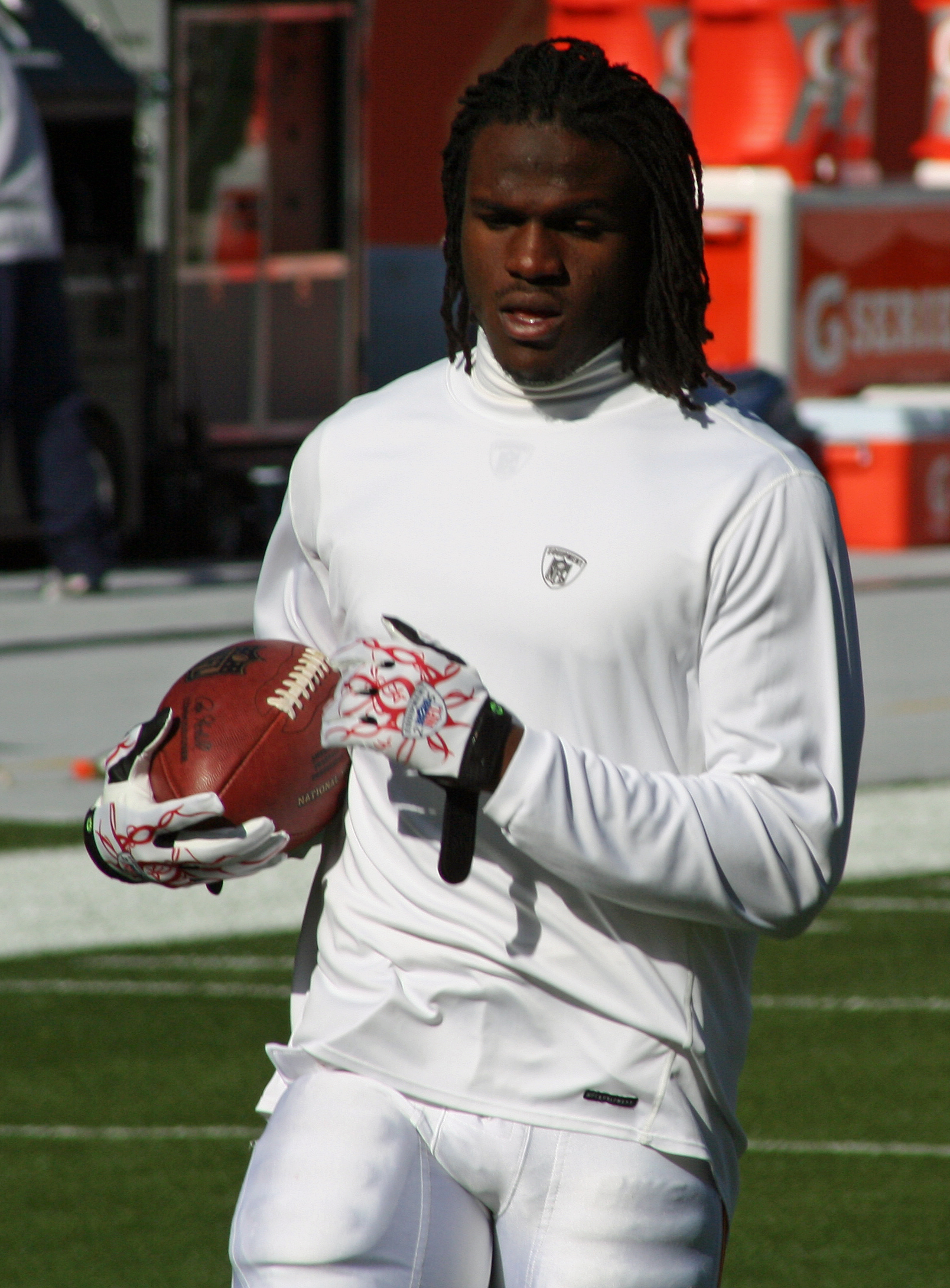
Charles nel 2010

I Chiefs aprirono la stagione NFL 2010 superando i San Diego Chargers. In quella gara, Charles, giocò in ruolo centrale, correndo per 56 yard. Charles terminò la stagione con 1.467 yards e 5 touchdown su soli 230 possessi, venendo selezionato per il suo primo Pro Bowl. Le sue 6,38 yard di media a possesso furono il secondo risultato stagionale della storia, secondo solo all'Hall of Famer Jim Brown, posizionandosi a sole duecento yard dalla leggenda dei Browns. L'11 dicembre 2010, i Chiefs raggiunsero un accordo con Charles per un contratto quinquennale del vaolore di 32,5 milioni di dollari, inclusi 13 milioni garantiti. Nel Pro Bowl 2011, Charles corse per 72 yard su 10 possessi segnando un touchdown. Charles grazie alle sue prestazioni fu inserito nella formazione ideale della stagione dall'Associated Press. Nella classifica dei migliori 100 giocatori della stagione di NFL Network, Charles fu classificato al 33º posto, il più giovane giocatore della lista.

#### Stagione 2011
La stagione 2011 di Charles ebbe vita breve. Nella sconfitta della prima settimana contro i Buffalo Bills, Charles corse per 56 yard su 10 possessi. La settimana seguente, contro i Detroit Lions, Charles soffrì un infortunio al legamento crociato anteriore del ginocchio. Il capo-allenatore dei Chiefs Todd Haley confermò il giorno seguente che Jamaal avrebbe perso l'intera stagione. Charles fu messo ufficialmente in lista infortunati il 19 settembre.

#### Stagione 2012
Al debutto della stagione 2012, nella prima partita ufficiale dopo il grave infortunio, Charles corse per 87 yard su 16 possessi, a una media di 5,4 yard per possesso, nella sconfitta con gli Atlanta Falcons per 40-24. Nella vittoria ai supplementari della settimana 3 contro i New Orleans Saints, Charles giocò una partita strepitosa correndo 233 yard e segnando un touchdown su corsa da ben 91 yard. Per questa prestazione, Jamaal vinse per la seconda volta in carriera il premio di miglior running back della settimana. Nella sconfitta della settimana 4 contro i San Diego Chargers, il giocatore corse altre 92 yard segnando un touchdown.
Nella settimana 5 i Chiefs persero contro i Ravens col running back che corse 140 yard su 30 tentativi. I Chiefs persero anche nel turno seguente con Charles che corse solamente 40 yard. Nella sconfitta successiva della settimana 8 contro i Raiders, Charles corse 6 misere yard su 3 tentativi.
Nel Monday Night Football della settimana 10 i Chiefs persero la sesta gara consecutiva ai supplementari con gli Steelers col running back che corse 100 yard e segnò un touchdown. Anche nella gara seguente, Charles si dimostrò l'unica luce della derelitta stagione dei Chiefs correndo 87 yard nella sconfitta contro i Bengals.
Nella settimana 13 i Chiefs interruppero una serie negativa di 8 sconfitte consecutive contro i Carolina Panthers con Charles che corse 127 yard su 27 tentativi. Jamaal corse altre 165 yard e segnò un touchdown nella gara seguente contro i Cleveland Browns ma Kansas City uscì di nuovo sconfitta. Nella settimana 16 contro gli Indianapolis Colts Jamaal corse ben 226 yard e segnò un touchdown, che non riuscirono però ancora a portare alla vittoria i Chiefs. Jamaal per la prestazione fornita fu premiato per la seconda volta in stagione come miglior running back della settimana. Tre giorni dopo fu convocato per il secondo Pro Bowl in carriera. Charles concluse la stagione con 1.509 yard corse (quarto nella lega) e 5 touchdown. Il 12 gennaio 2013 fu inserito nel Second-team All-Pro. A fine anno fu posizionato al numero 20 nella classifica dei migliori cento giocatori della stagione.

#### Stagione 2013
Charles iniziò la stagione segnando un touchdown nell'agevole vittoria della settimana 1 sui Jaguars. Nella vittoria sui Cowboys della settimana, Charles segnò un touchdown su ricezione. I Chiefs partirono per la prima volta con un record di 3-0 dal 2010 grazie alla vittoria in trasferta nel Thursday Night sugli Eagles in cui il running back segnò il secondo TD su corsa stagionale. La squadra si mantenne imbattuta anche la settimana successiva contro i Giants in cui Charles segnò un TD su ricezione.
Nella settimana 5, grazie a un touchdown di Charles a sei minuti dal termine, i Chiefs sigillarono la vittoria sui Titans ed ebbero la loro miglior partenza del 2003. Jamaal terminò con 108 yard corse, venendo premiato per la quinta volta in carriera come running della settimana. Altri due touchdown segnati la settimana successiva contro i Raiders consentirono di mantenere la squadra imbattuta. Charles divenne uno dei soli tre running back della storia della NFL ad aver guadagnato oltre 100 yard dalla linea di scrimmage ed aver segnato un touchdown in ognuna delle prime sei gare della stagione; gli altri sono stati O.J. Simpson nel 1975 e Jim Brown nel 1958. Con la vittoria sugli Houston Texans la domenica successiva, Kansas City rimase l'unica squadra imbattuta della lega. Charles corse 86 yard e segnò il suo sesto touchdown su corsa.
Nella settimana 11 in casa dei Broncos, Charles corse 78 yard ma i Chiefs subirono la prima sconfitta stagionale. La domenica successiva corse 115 yard e segnò due touchdown contro i Chargers ma la sua squadra perse nuovamente per 41-38 in una gara dalle mille emozioni. La terza sconfitta consecutiva giunse nella rivincita coi Broncos in cui segnò un touchdown e con 90 yard superò quota mille yard corse in stagione.
La vittoria fece ritorno per i Chiefs nella settimana 14 dominando in trasferta i Redskins per 45-10 con Charles che corse 155 yard e segnò due touchdown, uno su corsa e uno su ricezione. La settimana successiva pareggiò il record di franchigia segnando ben cinque touchdown (uno su corsa e quattro su ricezione) nella vittoria per 56-31 sui Raiders. Le sue 195 yard ricevute furono inoltre il terzo miglior risultato di tutti i tempi per un running back dalla fusione tra NFL e AFL del 1970 e per questa prestazione fu premiato come miglior giocatore offensivo della AFC della settimana. Coi Chiefs già sicuri del quinto posto nel tabellone della AFC nei playoff, Charles fu fatto riposare nell'ultima ininfluente gara della stagione contro i Chargers. La sua stagione si concluse così con 1.287 yard corse (terzo nella lega) e guidando la NFL con 19 touchdown totali, 12 su corsa e 7 su ricezione, venendo convocato per il terzo Pro Bowl in carriera e inserito nel First-team All-Pro. Fu inoltre votato all'8º posto nella NFL Top 100 dai suoi colleghi.
Nel primo turno di playoff contro i Colts, Charles subì una commozione cerebrale nella prima azione della partita, venendo a costretto a uscire da una gara in cui i Chiefs sprecarono un vantaggio di 28 punti nel terzo quarto venendo eliminati.

#### Stagione 2014
Il 23 luglio 2014, Charles firmò con i Chiefs un'estensione contrattuale biennale del valore di 18,1 milioni di dollari. Un infortunio lo condizionò nel primo mese di stagione, costringendolo a saltare anche l'intera partita della settimana 3. Tornato in campo nel Monday Night Football successivo, giocò la sua prima grande gara nella netta vittoria sui Patriots in cui corse 92 yard e segnò tre touchdown, uno su corsa e due su ricezione, che gli valsero il premio di miglior giocatore offensivo della AFC della settimana. Nella settimana 7 i Chiefs interruppero una serie di cinque vittorie consecutive dei Chargers battendoli in trasferta in una gara in cui Charles corse 95 yard e un touchdown, diventando il leader di tutti i tempi della franchigia con 6.113 yard corse in carriera. Il primato precedente apparteneva a Priest Holmes con 6.070. Nel decimo turno la squadra ottenne la quarta vittoria consecutiva, col running back che contribuì alla rimonta sui Bills con 98 yard corse e un touchdown. Sette giorni dopo Kansas City batté i Seahawks campioni in carica trascinata da 159 yard corse da Charles, che per la prima volta in carriera segnò due touchdown su corsa nel primo tempo. Tornò a segnare anche nel turno seguente ma la striscia vincente dei Chiefs si interruppe a sorpresa contro i Raiders, ancora a secco di vittorie sino a quel momento. Charles chiuse la stagione con 1.033 yard corse, 9 TD su corsa (terzo nella NFL) e 5 su ricezione, venendo convocato per il quarto Pro Bowl in carriera.

#### Stagione 2015
Dopo una vittoria sui Texans nel primo turno, Charles costò alla sua squadra la partita con un fumble nel finale di gara contro i Broncos. Si rifece sette giorni dopo segnando tre touchdown nel Monday Night contro i Packers, da cui Kansas City uscì però sconfitta. Nella settimana 5, Charles si ruppe il legamento crociato del ginocchio destro contro i Bears, dicendo addio al resto della stagione.

### Denver Broncos
Il 2 maggio 2017, Charles firmò un contratto annuale del valore di 3,75 milioni di dollari con i Denver Broncos. Il primo touchdown con la nuova maglia lo segnò nella sconfitta del terzo turno contro i Buffalo Bills.
Il 1º maggio 2019, Charles firmó un contratto di un giorno con i Kansas City Chiefs per potersi ritirare con la loro maglia.

## Palmarès

### Individuale
- Convocazioni al Pro Bowl: 4

2010, 2012, 2013, 2014
- First-team All-Pro: 2

2010, 2013
- Second-team All-Pro: 1

2012
- Running back dell'anno: 1

2010
- Running back della settimana: 5

17ª del 2009, 8ª del 2010, 3ª e 16ª del 2012, 5ª del 2013
- Leader della NFL in touchdown su corsa: 1

2013

## Statistiche
| Anno | Squadra            | Gare | Gare | Corse | Corse | Corse | Corse | Corse | Ricezioni | Ricezioni | Ricezioni | Ricezioni | Ricezioni | Fumble | Fumble |
| Anno | Squadra            | P    | PT   | Ten   | Yard  | Media | Max   | TD    | Ric       | Yard      | Media     | Max       | TD        | FUM    | Persi  |
| ---- | ------------------ | ---- | ---- | ----- | ----- | ----- | ----- | ----- | --------- | --------- | --------- | --------- | --------- | ------ | ------ |
| 2008 | Kansas City Chiefs | 16   | 2    | 67    | 357   | 5.3   | 30    | 0     | 27        | 272       | 10.1      | 75        | 1         | 2      | 2      |
| 2009 | Kansas City Chiefs | 15   | 10   | 190   | 1,120 | 5.9   | 76T   | 7     | 40        | 297       | 7.4       | 49        | 1         | 4      | 3      |
| 2010 | Kansas City Chiefs | 16   | 6    | 230   | 1,467 | 6.4   | 80    | 5     | 45        | 468       | 10.4      | 31        | 3         | 3      | 2      |
| 2011 | Kansas City Chiefs | 2    | 1    | 12    | 83    | 6.9   | 24    | 0     | 5         | 9         | 1.8       | 9         | 1         | 1      | 1      |
| 2012 | Kansas City Chiefs | 16   | 15   | 285   | 1,509 | 5.3   | 91T   | 5     | 35        | 236       | 6.7       | 22        | 1         | 5      | 3      |
| 2013 | Kansas City Chiefs | 15   | 15   | 259   | 1,287 | 5.0   | 46    | 12    | 70        | 693       | 9.9       | 71T       | 7         | 4      | 2      |
| 2014 | Kansas City Chiefs | 15   | 15   | 206   | 1,033 | 5.0   | 63T   | 9     | 40        | 291       | 7.3       | 30        | 5         | 5      | 3      |
|      | Totale             | 80   | 49   | 1,249 | 6,856 | 5.5   | 91T   | 38    | 262       | 2,266     | 8.6       | 75        | 19        | 24     | 16     |

Legenda: 
- P = partite totali giocate
- PT = partite giocate da titolare
- Ten = corse tentate
- Ric = ricezioni effettuate
- Yard = yard guadagnate su corsa o ricezione
- Media = media di yard guadagnate per corsa o ricezione
- Max = corsa o passaggio più lungo della stagione
- TD = numero di touchdown segnati su corsa o ricezione
- FUM = fumble totali
- Persi = fumble persi